# Palpomyia fulva
Palpomyia fulva är en tvåvingeart som först beskrevs av Macquart 1826.  Palpomyia fulva ingår i släktet Palpomyia och familjen svidknott. Inga underarter finns listade i Catalogue of Life.